# Jan Siebenga
Jan Siebenga (Sorremorre, 7 juni 1903 - 21 augustus 1987) was een Nederlands dierenarts en wetenschapper.

## Biografie
Siebenga werd geboren in de omgeving van het Friese Akkrum als boerenzoon, na de lagere school en de HBS doorlopen te hebben, ging Jan studeren aan de Faculteit der Diergeneeskunde te Utrecht. In 1928 begon hij als zelfstandig veearts in Oldeberkoop.
Doordat de Duitse volontair Wilhelm Blendinger in 1934 enkele maanden stage bij Siebenga liep, werd hij op de hoogte gebracht van de resultaten van kunstmatige inseminatie bij rundvee. In Rusland was het de beroemde professor Elie Ivanov, die al voor 1900 met deze materie was begonnen. Met de tekeningen die men van de hiervoor benodigde instrumenten had gemaakt, werden deze ook in Oldeberkoop vervaardigd.
Nadat Siebenga zelf een stier had aangeschaft, werden de eerste koeien bevrucht. Het eerste KI-kalf werd geboren op 5 december 1935 op het bedrijf van Jan Werner in Elsloo. Al stonden in het begin de stierenfokkers nogal negatief tegenover deze nieuwe methode, door verdunning van het sperma konden er namelijk veel meer koeien bevrucht worden. Dit zou dan betekenen dat er minder dekstieren nodig waren. Doch de voordelen waren veel groter, overdraagbare dekziektes werden voorkomen, van goed verervende stieren kwamen veel meer nakomelingen. De KI bracht de gehele veefokkerij, snel op een hoger niveau, wat ook de export van het Nederlandse Rundvee ten goede kwam.

### Internationale waardering
Al spoedig werd Siebenga's succes ook in het buitenland bekend en kwamen van diverse buitenlandse Universiteiten professoren een bezoek brengen aan de praktijk van inmiddels Doctor Jan Siebenga.
Zelf bracht hij in het kader van een onderzoek een bezoek aan de vermaarde professor John Hammond in Cambridge. Deze ontwikkelde zich na de door Siebenga's gegeven colleges met zijn medewerkers tot de KI-pioniers van Engeland.
Ook werd van de Oldeberkoopster ki-stier sperma ingebracht bij de Engelse koe Terling Torch 36, van de beroemde stal van Lord Rayleigh en zo ontstond the first international test cube calf from Oldberkoop to Cambridge zoals de Boston Post schreef.
Vanuit de Verenigde Staten bracht professor Fred MacKenzie van de Universiteit van Missouri een bezoek. Hij was zodanig onder de indruk van de mogelijkheden door middel van KI, dat hij bij terugkeer in de Verenigde Staten een overheidssubsidie aanvroeg voor verder onderzoek en hiervoor 125.000 dollar ter beschikking kreeg.

Ook in Italië had Siebenga meegeholpen de KI een opstart te geven, wat in 1948 resulteerde in een uitnodiging om zitting te nemen in het Erecomité van een Wereldcongres over Kunstmatige Bevruchting aan de Universiteit te Milaan.

### Een tweede Doctor Vlimmen
In 1949 vestigde Doctor Jan zich als veearts in Gramsbergen, waar hij weldra door zijn ruime kennis en goede omgangsvormen met mens en dier een respectabele praktijk wist op te bouwen.

De boeren zeiden van hem, 'hij kijkt dwars door een koe heen'. Men noemde hem wel een tweede Doctor Vlimmen. Zijn pioniersarbeid voor de KI heeft ertoe bijgedragen, dat het heden ten dage wereldwijd wordt toegepast bij vele diersoorten en mede daardoor ook van de betere vaderdieren meer afstammelingen zijn te verwekken.

Dit wordt alom gewaardeerd. Te denken valt niet alleen aan de veefokkerij, doch ook in de paardenfokkerij wordt het zeer veel toegepast. Beide takken van fokkerij zijn hierdoor van internationaal belang geworden.

Zijn leven en werken heeft hij in enkele boeken zelf op zeer humoristische wijze beschreven. Ook was hij medewerker aan diverse landbouwtijdschriften betreffende diergeneeskunde met vaak heel praktische tips. Ook heeft hij een handleiding in boekvorm geschreven over veeziekten, in ca.1948 uitgegeven door Uitgeverij H.Hazewinkel & zonen te Veendam.